# 姜德果
姜德果（1957年1月—），男，汉族，河北阜城人，中华人民共和国政治人物。河北大学中文系汉语言文学专业毕业，新加坡南洋理工大学商学院管理经济学专业在职研究生学历，理学硕士。

## 生平
1976年3月参加工作，1984年12月加入中国共产党。历任中共河北省衡水地委办公室，地委研究室副主任；中共武邑县委副书记、县长、县委书记，中共衡水地委委员、地委秘书长，中共衡水市委常委、市委秘书长，中共承德市委副书记、市纪委书记，中共邢台市委副书记、副市长、代理市长、市长、市委书记等职。2011年12月，任中共石家庄市委副书记、副市长、代理市长，次年1月正式当选市长。2013年2月，任河北省人民政府副省长、党组成员兼中共唐山市委书记。2014年9月，不再兼任中共唐山市委书记职务。2017年1月，辞去河北省人民政府副省长职务，当选河北省政协副主席。